# نورمان تايلور (عالم)
نورمان تايلور (بالإنجليزية: Norman Hargrave Taylor)‏ هو عالم نيوزيلندي، ولد في 1900، وتوفي في 1975.